# Черрето-ді-Сполето
Черрето-ді-Сполето (італ. Cerreto di Spoleto) — муніципалітет в Італії, у регіоні Умбрія,  провінція Перуджа.
Черрето-ді-Сполето розташоване на відстані близько 110 км на північ від Рима, 55 км на південний схід від Перуджі.
Населення — 1093 особи (2014).
Щорічний фестиваль відбувається Дня Святої Трійці. Покровитель — святий Миколай da Bari.

## Демографія
Населення за роками:

Станом на 1 січня 2023 року в муніципалітеті офіційно проживало 68 іноземців з 17 країн, серед них 26 громадян країн Євросоюзу та 2 громадяни України.

## Сусідні муніципалітети
- Кампелло-суль-Клітунно
- Кашія
- Норчія
- Поджодомо
- Пречі
- Селлано
- Валло-ді-Нера
- Віссо